# Ulajansaari
Ulajansaari är en ö i Finland. Den ligger i sjön Kotkajärvi och i kommunen Tavastehus i den ekonomiska regionen  Tavastehus ekonomiska region  och landskapet Egentliga Tavastland, i den södra delen av landet, 110 km nordväst om huvudstaden Helsingfors. Öns area är 0,2 hektar och dess största längd är 130 meter i öst-västlig riktning.